# Gabi Delgado-López
Gabriel "Gabi" Delgado-López (Córdoba, 18 de abril de 1958-Portugal,  22 de marzo de 2020) fue un cantante, compositor, letrista y productor musical alemán de origen español. Se le considera cofundador de la escena punk en la zona del Rin y el Ruhr y, además de su trabajo como coeditor del fanzine punk The Ostrich, actuó en numerosas formaciones punk como Charley's Girls y Mittagspause.
Junto con Robert Görl fundó el grupo Deutsch Amerikanische Freundschaft (DAF) en 1978, donde fue cantante, compositor y líder. Con DAF se dio a conocer internacionalmente, siendo considerado el grupo como uno de los pioneros de la Neue Deutsche Welle. Por el álbum de DAF Alles ist Gut recibió el Deutscher Schallplattenpreis.

## Biografía
Delgado pasó su infancia en Córdoba, donde fue criado principalmente por su abuela y dos tías. Durante este tiempo vio a su madre sólo una vez al año. No conoció a su padre, que no podía desplazarse a España a causa del régimen franquista, hasta 1966, cuando la familia se instaló en Alemania. Vivió en Remscheid, Wuppertal, Dortmund y Düsseldorf, entre otros lugares. Su hermano Eduardo también tuvo una carrera musical como bajista.
En 1978, Gabi Delgado se convirtió en cofundador de la banda Deutsch Amerikanische Freundschaft (DAF) en Wuppertal. En 1980 se mudó a Londres, donde vivió hasta 1984. DAF lanzó tres álbumes durante este tiempo. Después de esta fase, DAF se disolvió temporalmente. Delgado se mudó a Zúrich y lanzó el álbum en solitario Mistress, después participó en el álbum 1st step to heaven de la reunida DAF. En 1986 se mudó a Berlín y se convirtió en DJ y activista del techno house desde el principio. Junto con WestBam y Marc Gubler organizó la primera fiesta de house en Alemania y fundó los sellos de techno house Delkom Club Control, BMWW y Sunday Morning Berlin con Saba Komossa. En estos y otros sellos, como Low Spirit y MFS, lanzó numerosas producciones del sector del house y el techno.
En 1995, junto con Wotan Wilke Möhring, fundó la banda DAF/DOS, cuyo álbum Allein, zu zweit, mit Telefon, editado por Sony/Columbia, incluía los títulos Ich glaube ich fick dich später y Zurück nach Marzahn. En 2003 Delgado se unió de nuevo con Robert Görl para otro álbum de DAF, Fünfzehn Neue DAF Lieder. En febrero de 2014 el álbum 1 fue lanzado en Goldencore/ZYX Records. El álbum de seguimiento 2 fue lanzado en agosto de 2015 en SPV Oblivion.
Gabi Delgado murió el 22 de marzo de 2020 a la edad de 61 años. Según informaron varios medios de comunicación como Mundo clásico o Deutschlandfunk habría fallecido en Córdoba (España).
Según explicó Robert Görl, falleció en un hospital de Portugal, donde residía desde hacía diez años, a las pocas horas de «algún tipo de ataque al corazón o colapso circulatorio». Deutschlandfunk escribió en su obituario: «Delgado López ha tenido una influencia duradera en la música pop alemana con su alegría lírica de la experimentación y los sonidos electrónicos».

## Discografía
En solitario:
- Mistress (1983)
- 1 (2014)
- 2 (2015)

Con DAF:
- Produkt der Deutsch-Amerikanischen Freundschaft (1979)
- Die Kleinen und die Bösen (1980)
- Alles ist gut (1981)
- Gold und Liebe (1981)
- Für immer (1982)
- 1st Step To Heaven (1986)
- Fünfzehn neue DAF Lieder (2003)

Con Delkom:
- Futur Ultra (1990)

Con DAF/DOS:	
- Allein, zu zweit, mit Telefon (1996)
- Der DAF/DOS Staat (1999)
- Der DAF/DOS Live Staat (1999)